# Carlos IV en traje de corte
Carlos IV,  o también Carlos IV en traje de corte, es un óleo del pintor Francisco de Goya (1746-1828). El retrato está en la colección del Museo del Prado.
Carlos III, rey de España, en cuya corte trabajaba Goya, murió en 1788. Su hijo mayor sobreviviente, el infante Carlos (1748-1819), era rey de Nápoles y Sicilia, pero entregó su reino a su hijo y llegó a Madrid en 1789 para tomar el trono español como Carlos IV. El nuevo rey, como su padre, valoró las obras de Goya y lo nombró pintor de cámara.
La imagen fue creada con motivo de la subida al trono. El rey, que aparece de pie de cuerpo entero, lleva una levita y calzones de seda rojiza decorada con pequeños bordados azules y plateados. El chaleco gris también está ricamente bordado con hilo de plata. Cruzan su pecho la cinta azul y blanca con la cruz de la Orden de Carlos III, la cinta roja de la Orden Napolitana de San Jenaro y la cinta azul de la Orden Francesa del Espíritu Santo. La Orden del Toisón de Oro, de la que era gran maestre, está colgada del cuello con una cinta roja y enmarcada con diamantes. Los atributos de poder como la corona y un manto rojo con forro de armiño se presentan de forma discreta detrás a la derecha, en línea con la tradición española. 
El retrato del rey tiene como pendant el de La reina María Luisa con tontillo. 

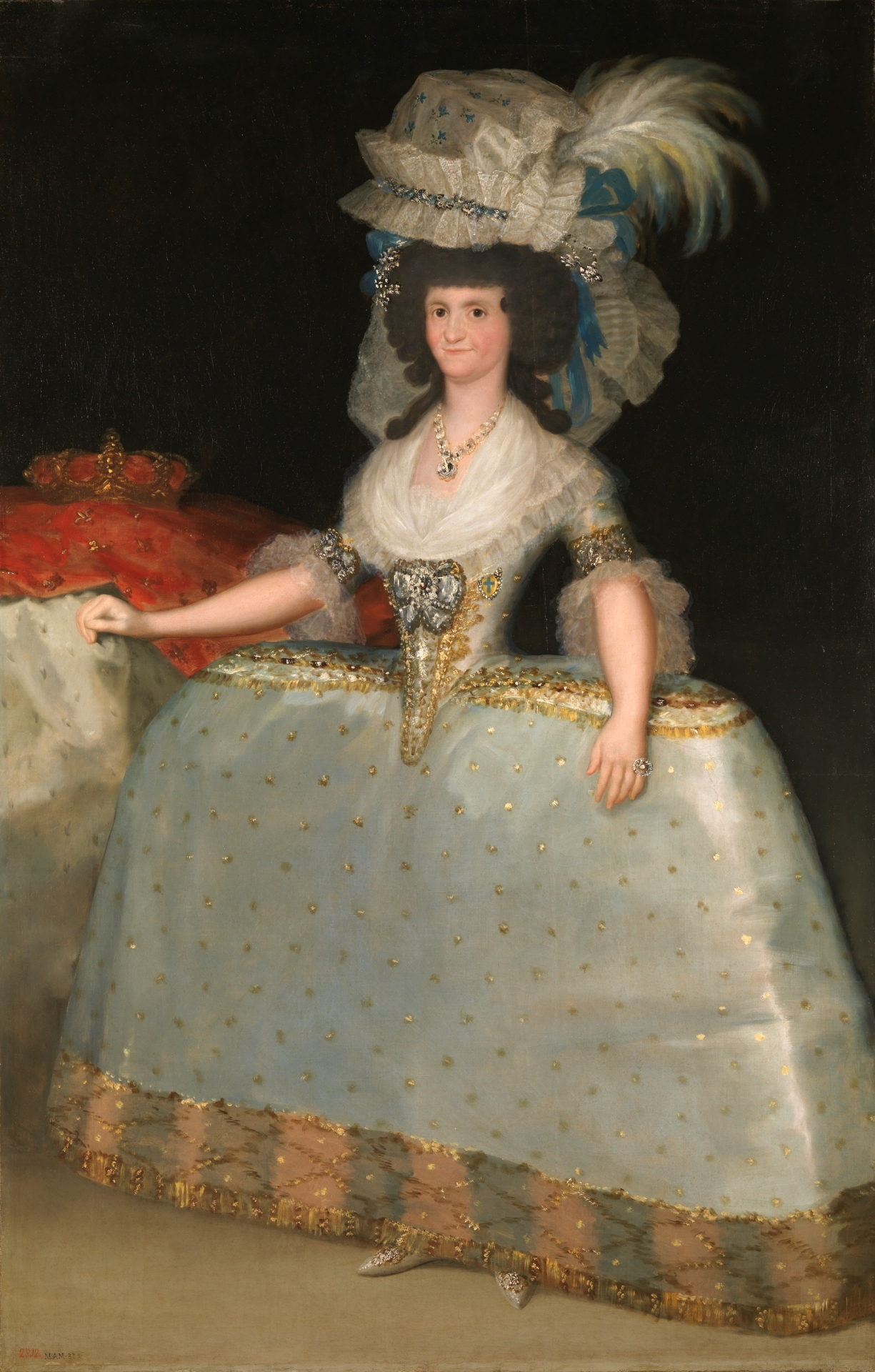
La reina María Luisa con tontillo, 1789.